# 阿智神社 (倉敷市)
阿智神社（あちじんじゃ）は、岡山県倉敷市本町の鶴形山にある神社である。

## 概要
倉敷市中心部、倉敷美観地区の北にある鶴形山と呼ばれる小高い山の上に鎮座している。古代、「亀島」「鶴形島」などと呼ばれていた現在地に住み着いた阿知使主の一族が作った庭園が元となったといわれている。かつて岡山平野は吉備の穴海と呼ばれる海域で、当時は窪屋郡阿智郷であった現在の倉敷市鶴形山周辺は交通の要衝であったといわれ、そのため海上交通の守護神である宗像三女神を祀ったと考えられている。
境内には鶴亀様式とよばれる古代庭園がある。また「天津磐境」をはじめ磐座が多数有り、「斎館」と呼ばれる館の庭には陰陽磐座や水琴窟がある。他の建造物としては能舞台、芭蕉堂、絵馬殿等がある。本殿北側にある「阿知の藤」は日本一の大きさと古さといわれ有名である。そのため倉敷市の市花に認定され、県の天然記念物にも指定されている。毎年5月3日～5日には藤まつりが開催されている。
鎮座地南麓の倉敷本町・東町（現在の倉敷美観地区東部）は門前町として発展、さらに港町としても栄えており、江戸時代には倉敷代官所が置かれたため陣屋町としても賑わい、多くの商家が建ち並んだ。そのため多くの裕福な氏子が増え、旧倉敷村の総鎮守として、倉敷市内でも有数の大社に発展した。現在も多くの氏子を抱え、倉敷美観地区とともにたくさんの観光客・参拝客が訪れる。

## 祭神
- 宗像三神
- 相殿神十九柱[1]
  - 応神天皇
  - 伊邪那岐命
  - 伊邪那美命
  - 八意思兼神
  - 上筒之男命
  - 中筒之男命
  - 底筒之男命
  - 天照皇大神
  - 八十柱津日神
  - 神直日神
  - 大直日神
  - 素戔嗚尊
  - 奇稲田姫
  - 神大市比売命
  - 宇迦之御魂神
  - 大己貴命
  - 少彦名命
  - 久那斗神
  - 吉備津彦命

## 御神徳
商売繁盛・交通安全・美容健康・芸能上達・海上安全

## 祭事
- 5月3日～5日 - 藤まつり
- 5月第3土・日曜日 - 春季例大祭
- 10月第3日曜日・前日の土曜日 - 秋季例大祭

## ギャラリー
- 一之鳥居（2015年9月撮影）
- 禁門鳥居（2015年9月撮影）
- 参道の石段（2015年9月撮影）
- 参道の石段（2015年9月撮影）
- 拝殿（2015年9月撮影）
- 境内から倉敷市街を望む（2015年9月撮影）